# Казалта е Белведере (Сијена)
Казалта е Белведере је насеље у Италији у округу Сијена, региону Тоскана.
Према процени из 2011. у насељу је живело 51 становника. Насеље се налази на надморској висини од 211 м.